# Spilosoma kuangtungensis
Spilosoma kuangtungensis là một loài bướm đêm thuộc phân họ Arctiinae, họ Erebidae.